# Sächsische Schweiz
Huyện Sächsische Schweiz là một huyện cũ (Kreis) ở phía nam của Bang tự do Saxony, Đức. Các huyện giáp ranh (từ phía tây theo chiều kim đồng hồ) là: Weißeritzkreis, thành phố không thuộc huyện Dresden và huyện Kamenz và Bautzen. Về phía nam huyện này giáp Cộng hòa Séc.

## Lịch sử
Huyện được thành lập năm 1994 khi hai huyện Sebnitz và Pirna được sáp nhập. Tháng 8 năm 2008, trong cuộc cải cách các huyện ở Saxony, các huyện Sächsische Schweiz và Weißeritzkreis được sáp nhập vào huyện mới Sächsische Schweiz-Osterzgebirge.

## Địa lý
Huyện được đặt tên theo cảnh quan Saxon Thụy Sĩ – do đây là vùng núi non nhất của Sachsen. Phía tây là núi Ore, có phía đông là Lausitzer Bergland. Sông Elbe chảy qua Elbsandsteingebirge và chia tách các dãy núi. Điểm cao nhất ở huyện là 644 m Oelsener Höhe ở phía tây nam của huyện, điểm thấp nhất là ở Thung lũng sông Elbe tại ranh giới với Dresden, cao 109 m trên mực nước biển.

## Thị xã và đô thị
| Thị xã | Đô thị |
| --- | --- |
| 1. Bad Gottleuba-Berggießhübel 2. Bad Schandau 3. Dohna 4. Heidenau 5. Hohnstein 6. Königstein 7. Liebstadt 8. Neustadt in Sachsen 9. Pirna 10. Sebnitz 11. Stadt Wehlen 12. Stolpen | 1. Bahretal 2. Dohma 3. Dürrröhrsdorf-Dittersbach 4. Gohrisch 5. Kirnitzschtal 6. Lohmen 7. Müglitztal 8. Porschdorf 9. Rathen 10. Rathmannsdorf 11. Reinhardtsdorf-Schöna 12. Rosenthal-Bielatal 13. Struppen |